# برد (ارمنستان)
بِرد (به ارمنی: Բերդ) یک شهر در ارمنستان است که در استان تاووش واقع شده‌است.  در  کیلومتری شمال ایجوان، مرکز استان تاووش واقع شده است. بِرد در زبان ارمنی به معنی (قلعه یا دژ) می‌باشد.

## خصوصیات
بِرد ۳٫۵ کیلومترمربع مساحت و ۷٬۹۵۷ نفر جمعیت دارد و ۹۳۰ متر بالاتر از سطح دریا واقع شده‌است.  در  کیلومتری شمال ایجوان، مرکز استان تاووش واقع شده است.
این شهر از ایروان ۲۱۱ کیلومتر فاصله دارد و مرکز منطقهٔ شامشادین به شمار می‌آید.

## خواهرخوانده
شهر فوکشان خواهرخواندهٔ برد هست.

## اماکن تاریخی و مذهبی
دیدنی‌های پیرامون شهر برد عبارتند از:
- دژ سنگی (هزاره یکم پ. م)
- موزه برد
- ویرانه‌های دژ تاووش (سده‌های ۹ و ۱۰ م)
- کلیسای هریپسیمه مقدس (سده‌های ۵ و ۶ م)
- صومعه خوراناشات (سدهٔ ۱۳ م)

## جاذبه‌های تاریخی

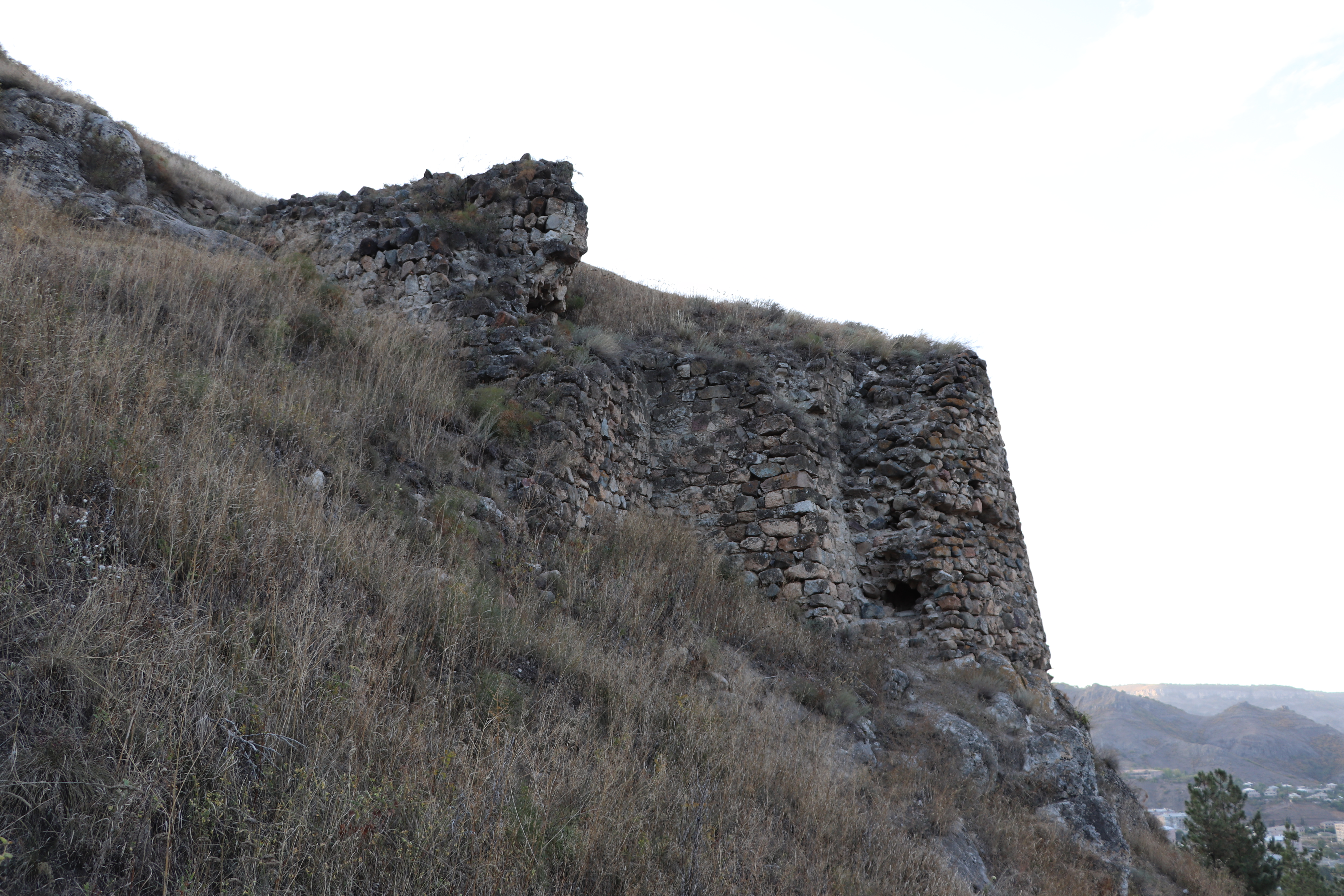
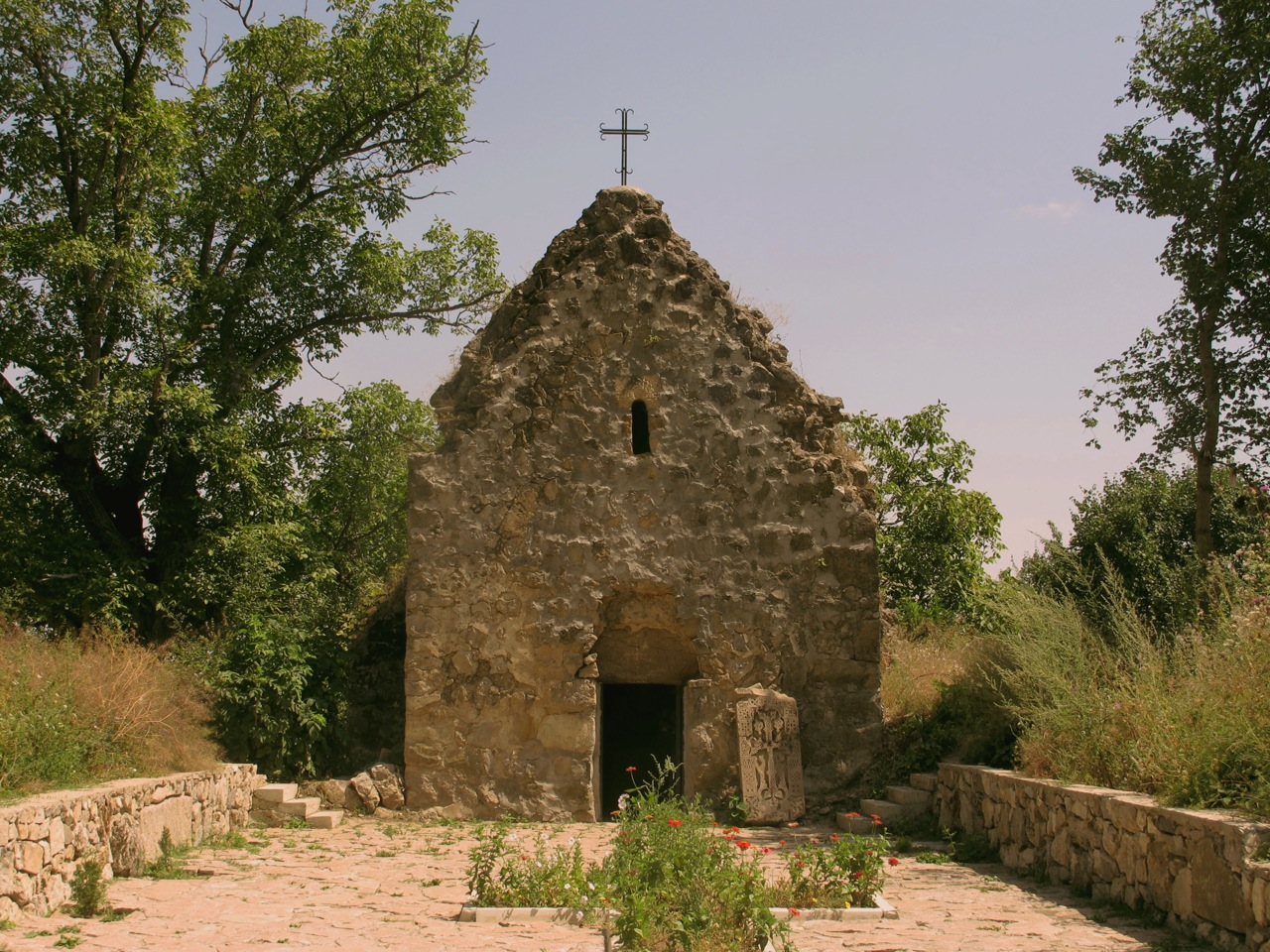

## نگارخانه

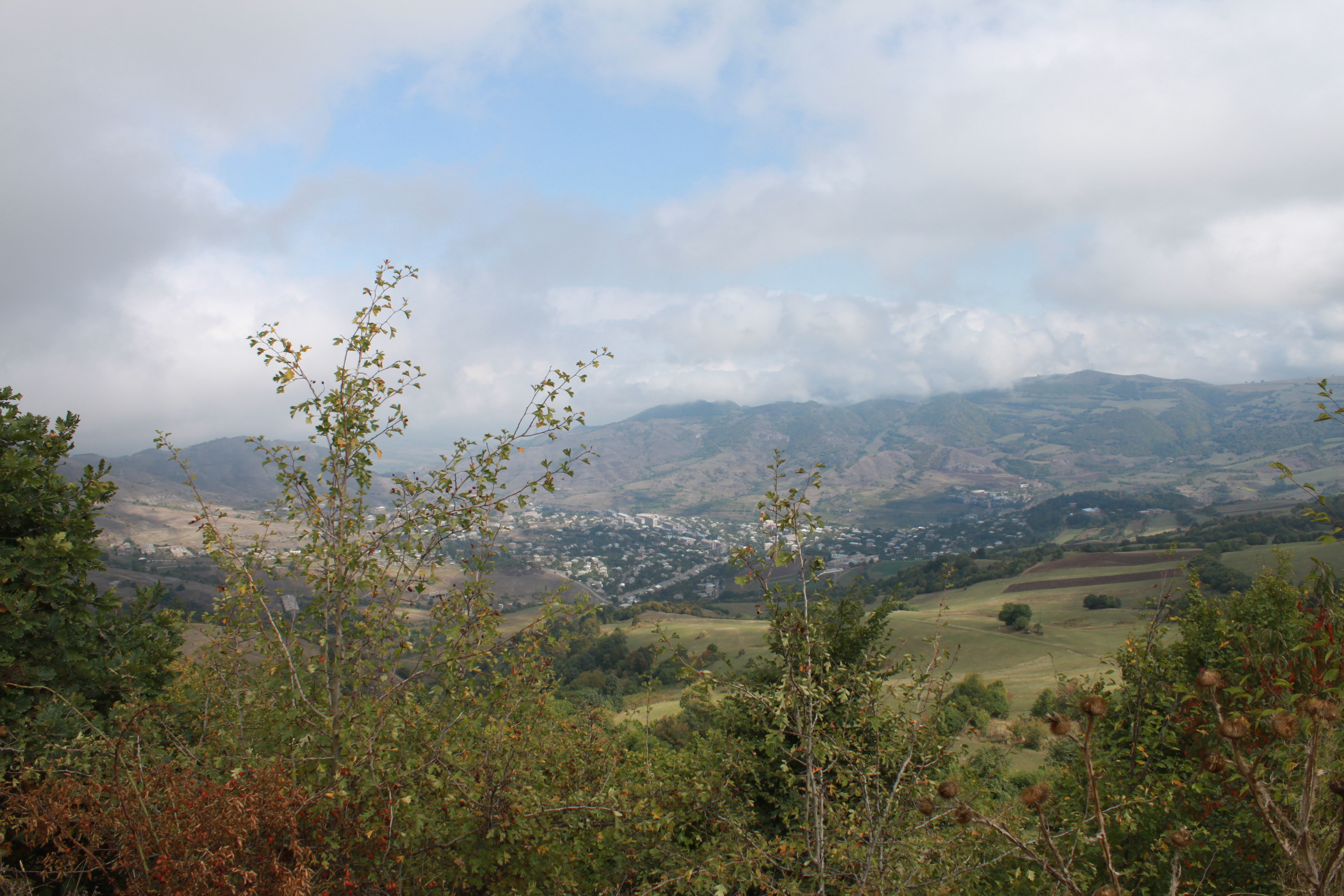
برد
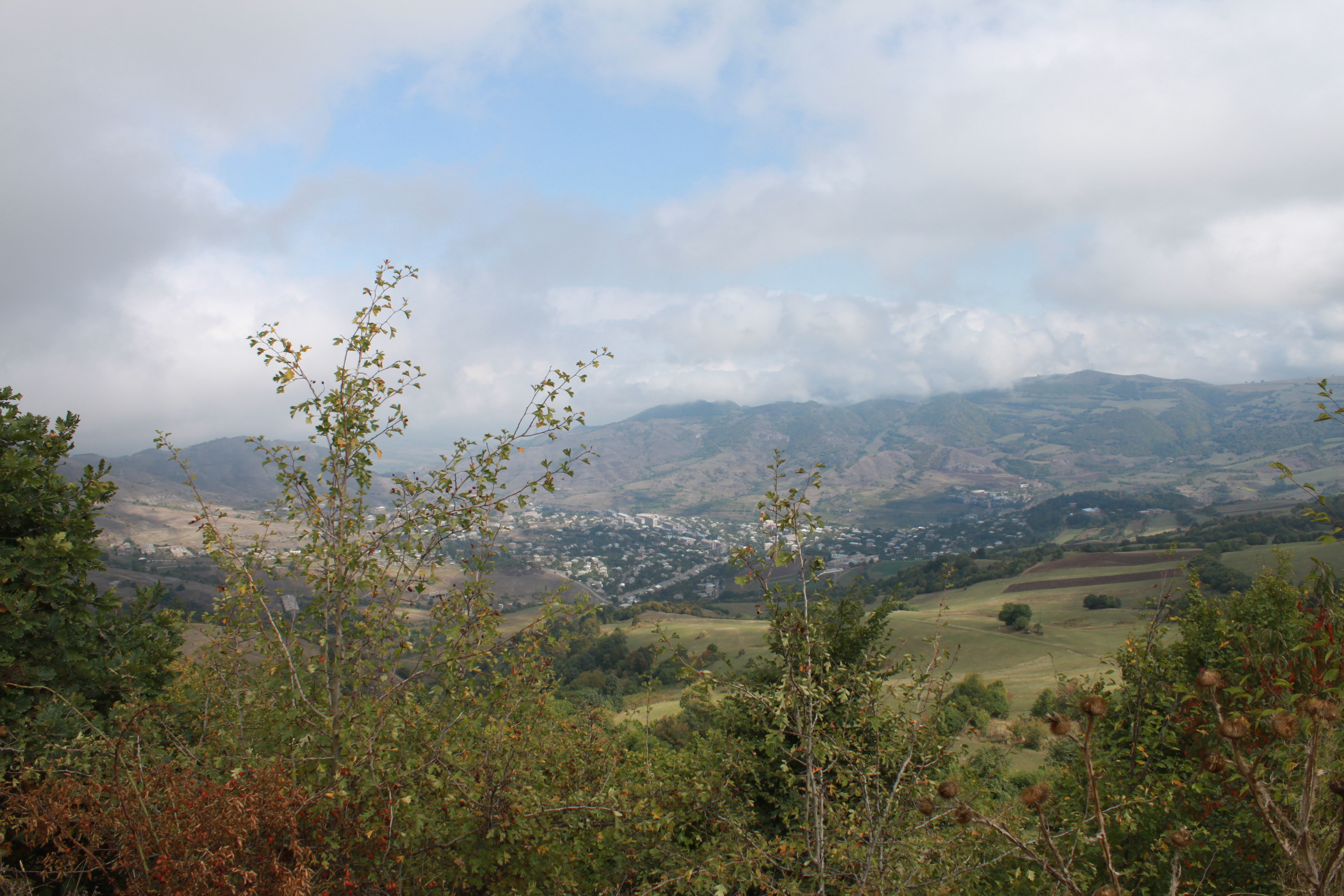
نمایی از شهر برد در سال ۲۰۱۰
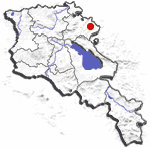
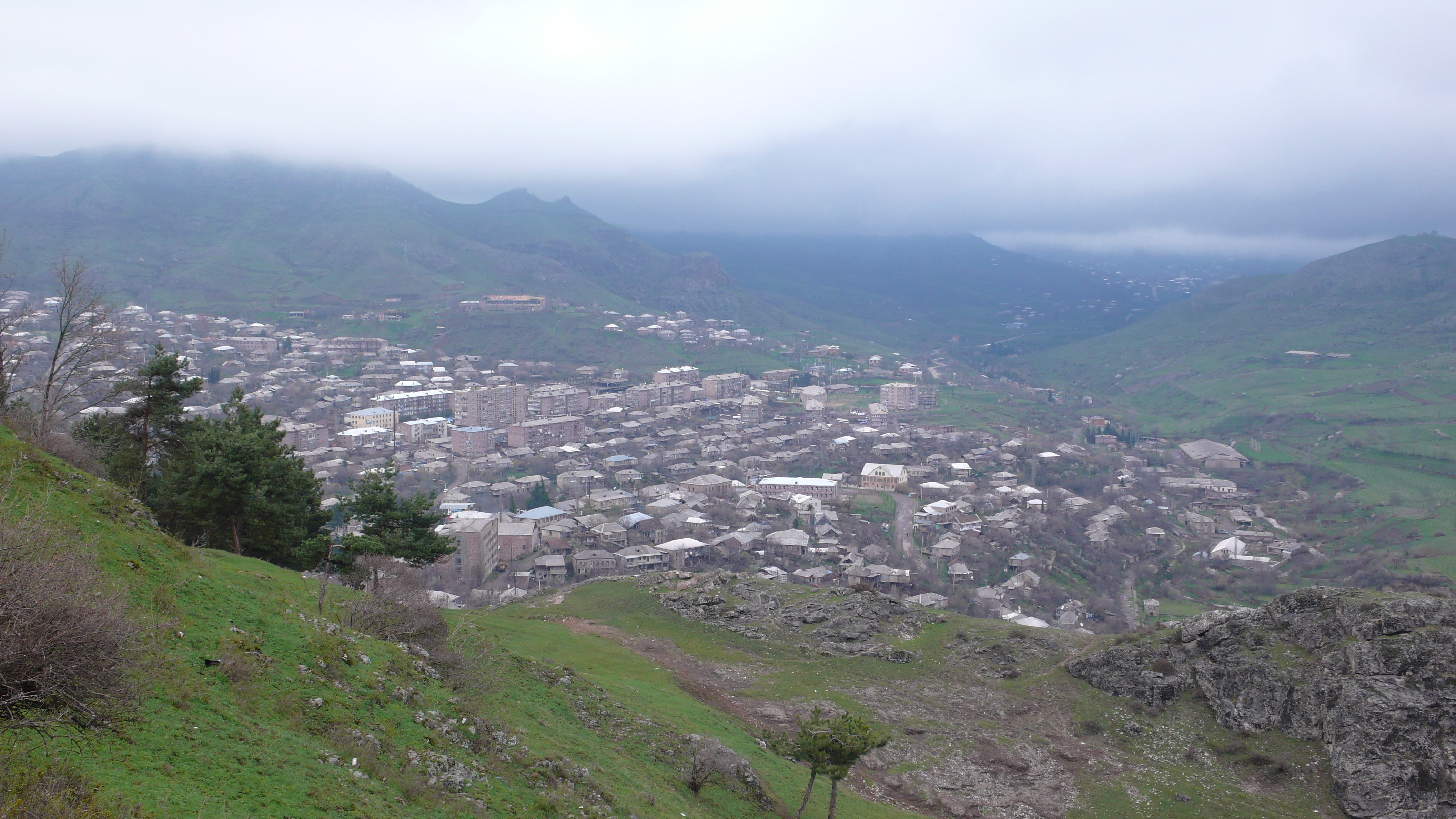